# Silvina Batakis
Silvina Aída Batakis (Río Grande, 27 de diciembre de 1968) es una economista argentina, fue presidente del Banco de la Nación Argentina y de la Asociación de Bancos Públicos y Privados de la República Argentina entre 2022 y 2023. Actualmente es ministra del Ministerio de Hábitat y Desarrollo Urbano en la provincia de Buenos Aires.
Fue ministra de Economía de la Nación desde el 4 de julio de 2022 hasta el 28 de julio de ese mismo año, en el gobierno de Alberto Fernández; siendo la segunda mujer en ocupar ese cargo en la historia del país, después de Felisa Miceli en 2005. Previamente, ocupó el cargo de ministra de Economía de la provincia de Buenos Aires entre 2011 y 2015, y se desempeñó como secretaria de Provincias del Ministerio del Interior de la Nación desde diciembre de 2019 hasta julio de 2022.

## Biografía
Nació en Río Grande, por entonces territorio nacional de la Tierra del Fuego, Antártida e Islas del Atlántico Sur, y vivió en Río Gallegos, Rafaela, Taco Pozo y La Plata. Se graduó por la Universidad Nacional de La Plata como licenciada en Economía (1993) y máster en Finanzas Públicas. Luego realizó un máster en Economía Ambiental en la Universidad de York y una especialización en macroeconomía en la Universidad de California en Los Ángeles.
En 1991, fundó el Centro de Estudios Productivos Bonaerense que agrupó a destacados economistas formados en la UNLP dedicados al análisis y elaboración de propuestas de la situación productiva de la Provincia de Buenos Aires.
Se desempeñó, desde 1992, en diversos cargos en la administración pública bonaerense, entre los que se destacan directora de Zonas Francas, directora provincial de Economía Ambiental y Energías Alternativas en el Órgano Provincial para el Desarrollo Sostenible, directora provincial de Estudios Económicos en el Ministerio de Economía y asistente en la Dirección de Planificación del Ministerio de Infraestructura, y también, jefa de Gabinete de Asesores del Ministro de Economía.
En 2009, Alejandro Arlía fue elegido como ministro de Economía de la provincia de Buenos Aires por el gobernador Daniel Scioli. Bajo el mando de Arlía, fue designada jefa de Gabinete de Asesores y luego subsecretaria de Hacienda (2009-2011).

### Provincia de Buenos Aires
En diciembre de 2011, tras obtener su reelección, el gobernador Daniel Scioli anunció su nombramiento como ministra de Economía provincial en reemplazo de Arlía, quien fue nombrado ministro de Infraestructura. Ella se mantuvo en el cargo hasta el final de la gestión, en diciembre de 2015. Su llegada al gabinete económico bonaerense se dio el 12 de diciembre de 2011, tras haber sido subsecretaria de Hacienda desde diciembre de 2009, desde dicho puesto llevó a cabo la implementación y puesta en marcha del Programa de Recuperación y Sostenimiento Productivo (REPRO) que permite que las empresas conserven a los trabajadores, con la cooperación del Estado para una parte del pago de salarios. Dos años después fue convocada como economista por el Gobierno de la Provincia de Buenos Aires.
En enero de 2012 se implementó un cambio en la coparticipación a los municipios de la provincia.logrando una suba del 40 por ciento en la recaudación tributaria bonaerense El gobierno provincial pidió 2800 millones de pesos a la Nación lo que fue criticado por la entonces presidenta Cristina Fernández de Kirchner.
Durante su gestión dispuso un incremento de la escala salarial de policías y maestros con la recaudación extra de ese año. Junto a esta ley se otorgó la excepción de impuestos a jubilados y pensionados propietarios de un inmueble cuya valuación fiscal no supere los $200 mil y que posean ingresos inferiores o equivalentes a dos haberes mínimos, eximiendo de impuestos a 300 mil jubilados.
A su vez el impuesto a la herencia fue reimplantado en 2008 en pos de generar recursos a las arcas provinciales. Paralelamente desde 2007 se buscó dotar a la provincia de mayor autonomía financiera, en 2008 los tributos de origen provincial representaban el 51 % de los recursos tributarios de la provincia. Para 2013, en cambio ese porcentaje pasó al 61 por ciento.
Durante la campaña electoral de 2015, Scioli anunció que Batakis sería su Ministra de Economía en un eventual gobierno. En 2020 se incorporó a la gestión del gobernador bonaerense Axel Kicillof como titular de la Escuela de Economía y Gestión para el Desarrollo Local para articular las acciones entre la provincia y los municipios y hacer más eficiente la gestión y la implementación de públicas que permitan fomentar el desarrollo local. En 2019 fue designada secretaria de Provincias del Ministerio del Interior, desde ese rol Silvina Batakis, acordó junto con las 23 provincias el nuevo consenso fiscal que el presidente Alberto Fernández había impulsado con las provincias en busca darle más autonomía a las jurisdicciones y mayor estabilidad jurídica al sistema tributario argentino.
Volvería a la función pública como ministra de Hábitat y Desarrollo Urbano. Desde allí puso en marcha 16.000 viviendas, trabajó en la urbanización de 193 barrios populares y entregó más de 4.000 créditos del Programa Buenos Aires CREA, destinado a reformar, refaccionar y ampliar hogares.

### Ministra de Estado
El 4 de julio del 2022 fue designada ministra de Economía de la Nación por el presidente Alberto Fernández. El 28 del mismo mes, presentó su renuncia del cargo. Ese mismo día fue designada presidente del Banco de la Nación Argentina, por el presidente Fernández.
Fue designada oficialmente como Presidenta del Banco de la Nación Argentina el 4 de agosto de 2022 y asumió en el cargo el 5 de agosto.

### Retorno al gobierno de la provincia de Buenos Aires
Desde el 13 de diciembre de 2023 forma parte del gabinete provincial de Axel Kicillof, siendo designada como la nueva ministra de Hábitat y Desarrollo Urbano.

## Reconocimientos
- Premio “Mujeres Innovadoras 2014” del Senado de la provincia de Buenos Aires .[28]
- Premio “La mujer en la Política 2013”, distinción de la Federación Económica de la Provincia

de Buenos Aires.
- Beca “Mobilité Programme” 2009, otorgada por International Relations and Cooperation-

Rhône-Alpes.
- Beca “Chevining” 2001. Beca del Ministerio de Relaciones Exteriores del Reino Unido.
- Beca “Consejo Federal de Inversiones” 1999, CFI.
- Mención especial “30º Jornadas Finanzas Públicas” Universidad Nacional de Córdoba, 1997.
- Beca “Organización de los Estados Americanos”, 1996.

## Obras
- The  Monetary Political Economy ISBN 9780262194006. Fondo de cultura económica (2002).
- Dolarización Debates y Alternativas Políticas. FLACSO. ISBN 9780262122504.
- La Economía bimonetaria. ISBN 978-950-49-1067-1. Grupo Editorial. 2006. ISBN 9509445258.